# Safia (djur)
Safia är ett släkte av fjärilar. Safia ingår i familjen nattflyn.

## Dottertaxa tillSafia, i alfabetisk ordning[1]
- Safia abscisa
- Safia acharia
- Safia aenea
- Safia albidiscata
- Safia albidiscatella
- Safia albimacula
- Safia amata
- Safia amazonica
- Safia amella
- Safia amphitrite
- Safia angulata
- Safia aperta
- Safia argentogrisea
- Safia athene
- Safia barata
- Safia bidens
- Safia bilineata
- Safia blatchleyi
- Safia bruma
- Safia brunca
- Safia cades
- Safia caeruleotincta
- Safia caminata
- Safia celia
- Safia chalerica
- Safia chalybeata
- Safia clearos
- Safia coenochroa
- Safia compotrix
- Safia decessa
- Safia demera
- Safia diodonta
- Safia distilla
- Safia divaricata
- Safia eminens
- Safia endomelas
- Safia endopolia
- Safia eugrapha
- Safia focillatrix
- Safia grenadensis
- Safia guapila
- Safia guayaquilata
- Safia holologica
- Safia inconspicua
- Safia ines
- Safia integerrima
- Safia iochroma
- Safia irresoluta
- Safia laurena
- Safia leucopis
- Safia leucoplaga
- Safia lucilia
- Safia lydia
- Safia mascara
- Safia meroleuca
- Safia metopis
- Safia minax
- Safia minor
- Safia minta
- Safia mollis
- Safia nigrescens
- Safia noctar
- Safia novita
- Safia nyctichroa
- Safia obscisana
- Safia obscura
- Safia obsolefacta
- Safia olearos
- Safia pacifica
- Safia pascuala
- Safia permixta
- Safia phaeobasalis
- Safia phaeochroa
- Safia phoenicopasta
- Safia picturata
- Safia placida
- Safia praeusta
- Safia rufipicta
- Safia selene
- Safia separabilis
- Safia simplicior
- Safia sinaloa
- Safia sinalva
- Safia stylobata
- Safia sublimis
- Safia subrosea
- Safia subvaria
- Safia surrecta
- Safia thermochroa
- Safia trailii
- Safia zora